# نظریه فرهنگ
نظریه فرهنگ (به انگلیسی: Culture theory) شاخه‌ای از انسان‌شناسی و نشانه‌شناسی تطبیقی است. (با جامعه‌شناسی فرهنگ یا مطالعات فرهنگی اشتباه نشود) که به دنبال تعریف عملیاتی و یا علمی مفهوم رهیافت آنی فرهنگ است.

## نمای کلی
در سده نوزدهم، برخی از فرهنگ برای اشاره به طیف وسیعی از فعالیت‌های انسان و برخی دیگر به عنوان مترادف برای تمدن استفاده می‌کردند. در سده بیستم، انسان‌شناسان نظریه‌پردازی در مورد فرهنگ را به عنوان یک موضوع تحلیل علمی آغاز کردند. برخی از آن برای تمایز راهبردهای انطباقی از راهبردهای تطبیقی عمدتاً غریزه‌های حیوان، از جمله راهبردهای انطباقی سایر نخستی‌سانان و غیرانسانی انسان‌ها استفاده کردند در حالی که دیگران آن را برای ارجاع به بازنمایی نمادین و بیان تجربه انسانی، بدون ارزش تطبیقی مستقیم، استفاده کردند. هر دو گروه فرهنگ را به عنوان قطعی طبیعت انسان درک کردند.
بر اساس بسیاری از نظریه‌هایی که در میان انسان‌شناسان مقبولیت گسترده‌ای پیدا کرده‌اند، فرهنگ شیوه‌ای را نشان می‌دهد که انسان‌ها زیست‌شناسی و محیط اجتماعی خود را تفسیر می‌کنند. با توجه به این دیدگاه، فرهنگ چنان جزء لاینفک هستی انسان می‌شود که «هست» محیط انسانی، و بیشتر فرهنگی دگرگونی اجتماعی را می‌توان به سازگاری انسان با رویدادهای تاریخی نسبت داد. علاوه بر این، با توجه به اینکه فرهنگ به عنوان مکانیسم تطبیقی اولیه انسان تلقی می‌شود و بسیار سریعتر از تکامل زیست‌شناختی انسان اتفاق می‌افتد، بیشتر تغییرات فرهنگی را می‌توان به عنوان فرهنگ سازگار با خود در نظر گرفت. اگرچه بیشتر انسان‌شناسان سعی می‌کنند فرهنگ را به گونه‌ای تعریف کنند که انسان را از سایر حیوانات جدا کند ولی بسیاری از ویژگی‌های انسانی به ویژه ویژگی‌های دیگر نخستی‌ها مشابه سایر حیوانات است؛ مثلاً، شامپانزه‌ها مغزهای بزرگ دارند ولی مغز انسان بزرگتر است. به همین ترتیب، بونوبو رفتار جنسی را نشان می‌دهد، اما انسان‌ها رفتارهای جنسی پیچیده‌تر از خود نشان می‌دهند. به این ترتیب، انسان‌شناسان اغلب بحث می‌کنند آیا رفتار انسانی از نظر درجه و نه از نظر نوع با رفتار حیوانات متفاوت است. آنها همچنین باید راه‌هایی برای تمایز رفتار فرهنگی از رفتار جامعه‌ج۹شناختی و رفتار روانی بیابند.
شتاب و تقویت این جنبه‌های مختلف تغییر فرهنگ توسط اقتصاددانان پیچیدگی مورد بررسی قرار گرفته‌است.
دبلیو برایان آرتور. آرتور در کتاب «ماهیت فناوری» تلاش می‌کند نظریه تغییر را بیان کند که باورمند است فناوری‌های موجود (یا فرهنگ مادی) به روش‌های منحصربه‌فردی ترکیب شده‌اند که منجر به فناوری‌های جدید می‌شود. در پس آن ترکیب بدیع، تلاشی هدفمند است که در انگیزه انسان پدید می‌آید. این بیان نشان می‌دهد ما تازه شروع به درک آنچه ممکن است برای یک نظریه قوی‌تر در مورد تغییر فرهنگ و فرهنگ لازم باشد، نظریه‌ای ، آغاز کرده‌ایم که انسجام را در بسیاری از رشته‌ها به ارمغان می‌آورد و ظرافت یکپارچه را منعکس می‌کند.